# Limnoperla jaffueli
Genre
Espèce
Synonymes
- Gripopteryx jaffueli Navás, 1928
- Gripopteryx pirioni Navás, 1930
- Gripopteryx venulata Navás, 1933

Limnoperla jaffueli est une espèce d'insectes plécoptères de la famille des Gripopterygidae, la seule du genre Limnoperla.

## Distribution
Cette espèce se rencontre au Chili et en Argentine.

## Publication originale
- Navás, L. 1928 : Plecópteros. Insectos neotrópicos. serie 4a. Revista Chilena de Historia Natural, vol. 32, n. 5, p. 119-125.
- Illies, J. 1963 : Revision der sudamerikanischen Gripopterygidae. (Plecoptera). Mitteilungen der Schweizerischen Entomologischen Gesellschaft, vol. 36, p. 145–248.